# Craighead County
Das Craighead County ist ein County im US-amerikanischen Bundesstaat Arkansas. Im Jahr 2010 hatte das County 96.443 Einwohner und eine Bevölkerungsdichte von 52,4 Einwohnern pro Quadratkilometer. Mit Jonesboro (Western District) und Lake City (Eastern District) verfügt das County über zwei Verwaltungssitze (County Seats). Das County gehört zu den Dry Countys, was bedeutet, dass der Verkauf von Alkohol eingeschränkt oder verboten ist.

## Geografie
Das County liegt fast im äußersten Nordosten von Arkansas und grenzt mit seiner nordöstlichen Spitze an Missouri. Es hat eine Fläche von 1847 Quadratkilometern, wovon sechs Quadratkilometer Wasserfläche sind. Durch den Osten des Countys fließt in Nord-Süd-Richtung der St. Francis River, ein rechter Nebenfluss des Mississippi. An das Craighead County grenzen folgende Nachbarcountys:
| Lawrence County | Greene County   | Dunklin County (Missouri) |
| Jackson County  |                 | Mississippi County        |
|                 | Poinsett County |                           |

## Geschichte
Das Craighead County wurde am 19. Februar 1859 aus Teilen des Greene County, des Mississippi County und des Poinsett County gebildet. Benannt wurde es nach Thomas H. Craighead (1798–1862), einem Repräsentanten des Mississippi County und des Crittenden County in der Regierung von Arkansas.

## Demografische Daten
Nach der Volkszählung im Jahr 2010 lebten im Craighead County 96.443 Menschen in 35.159 Haushalten. Die Bevölkerungsdichte betrug 52,4 Einwohner pro Quadratkilometer.
Ethnisch betrachtet setzte sich die Bevölkerung zusammen aus 81,2 Prozent Weißen, 13,1 Prozent Afroamerikanern, 0,4 Prozent amerikanischen Ureinwohnern, 1,1 Prozent Asiaten sowie aus anderen ethnischen Gruppen; 1,8 Prozent stammten von zwei oder mehr Ethnien ab. Unabhängig von der ethnischen Zugehörigkeit waren 4,4 Prozent der Bevölkerung spanischer oder lateinamerikanischer Abstammung.
In den 35.159 Haushalten lebten statistisch je 2,51 Personen.
24,5 Prozent der Bevölkerung waren unter 18 Jahre alt, 63,2 Prozent waren zwischen 18 und 64 und 12,3 Prozent waren 65 Jahre oder älter. 51,6 Prozent der Bevölkerung war weiblich.

Das jährliche Durchschnittseinkommen eines Haushalts lag bei 39.526 USD. Das Prokopfeinkommen betrug 21.521 USD. 17,9 Prozent der Einwohner lebten unterhalb der Armutsgrenze.

## Kultur und Sehenswürdigkeiten

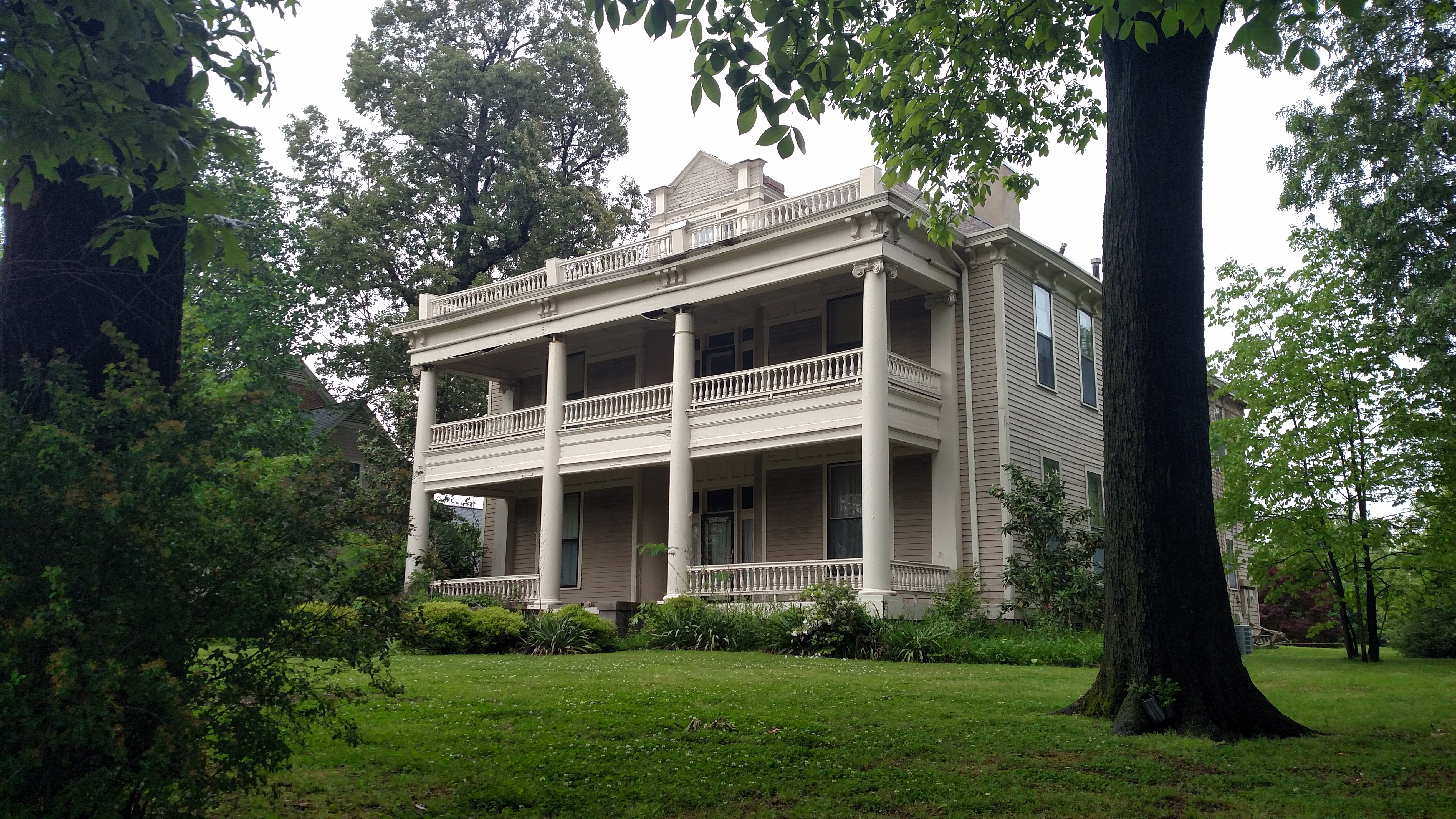
Frierson House (2016). Dieses Stadthaus in Jonesboro, das in der Zeit nach dem Sezessionskrieg erbaut wurde, ist seit April 1973 im NRHP eingetragen.

23 Bauwerke, Stätten und historische Bezirke (Historic Districts) des Countys sind im National Register of Historic Places („Nationales Verzeichnis historischer Orte“; NRHP) eingetragen (Stand 13. Februar 2022), darunter das Courthouse in Jonesboro, das Frierson House und die Craighead County Road 513C Bridge.

## Ortschaften im Craighead County
Citys
- Bay
- Bono
- Jonesboro
- Monette

Towns
| - Black Oak - Brookland - Caraway | - Cash - Egypt - Lake City |

Unincorporated Communities
| - Aetna - Antioch - Apt - Bowman - Bunney - Burnt Hill - Cary - Childress - Chilson - Cottonwood Corner - Davis Spur | - Degelow - Delfore - Denton Island - Dixie - Dorothy - Dryden - Elm Grove - Fisher - Gibson - Goobertown - Gum Point | - Hancock - Hancock Junction - Happy Corners - Hergett - Herman - Lake View - Lepanto Junction - Lunsford - Macey - Mangrum - Nalle | - Needham - Nemo - Otwell - Pauls Switch - Philadelphia - Phillips - Pleasant Grove - Poplar Ridge - Red Onion - Ridge - Riggs | - Risher - Sandy - Schug - Southland - Sterling Springs - Stier - Tunis - Valley View - Winesburg |

## Gliederung
Das Craighead County ist in 18 Townships eingeteilt:

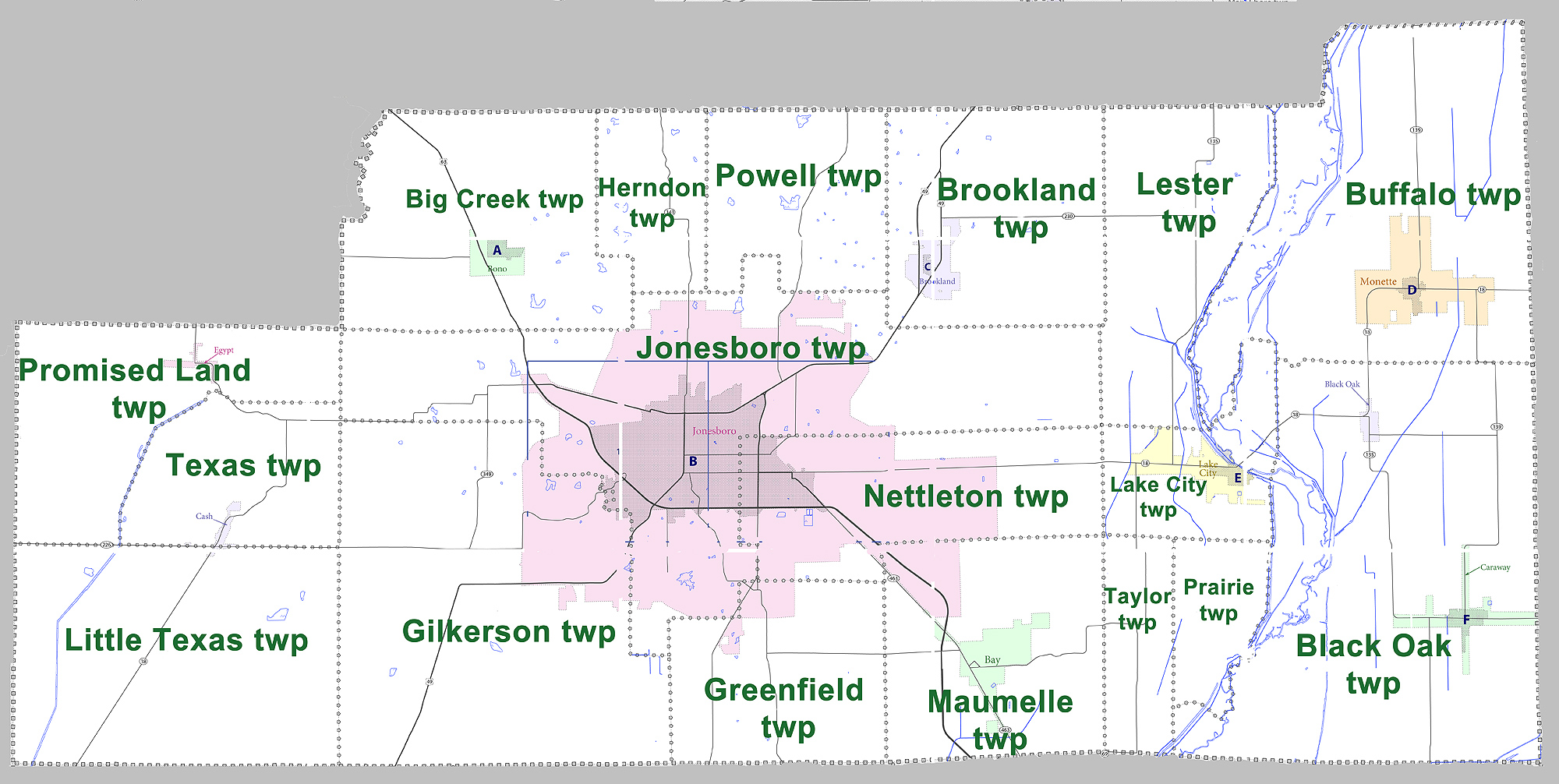
Townships im Craighead County

| Township               | Einwohner (2010) | FIPS     |
| ---------------------- | ---------------- | -------- |
| Big Creek Township     | 5277             | 05-90255 |
| Black Oak Township     | 2307             | 05-90330 |
| Brookland Township     | 3146             | 05-90489 |
| Buffalo Township       | 1969             | 05-90534 |
| Gilkerson Township     | 5559             | 05-91461 |
| Greenfield Township    | 2645             | 05-91512 |
| Herndon Township       | 1215             | 05-91674 |
| Jonesboro Township     | 54.649           | 05-92004 |
| Lake City Township     | 2271             | 05-92097 |
| Lester Township        | 428              | 05-92154 |
| Little Texas Township  | 198              | 05-92232 |
| Maumelle Township      | 2260             | 05-92433 |
| Nettleton Township     | 10.657           | 05-92670 |
| Powell Township        | 2952             | 05-92970 |
| Prairie Township       | 94               | 05-92985 |
| Promised Land Township | 190              | 05-93036 |
| Taylor Township        | 236              | 05-93582 |
| Texas Township         | 390              | 05-93597 |